# Balandrán
El balandrán es una prenda de abrigo, talar, con un capuchón de quita y pon. 
Se trataba de una prenda que vestían los eclesiásticos sobre la sotana. Se componía de una pieza semicircular con forma de herreruelo con dos delanteros interiores sin mangas, que quedaban cubiertos por el propio herreruelo. Se abrochaba con alamares.
Aquella tarde sacaron a pasear a don Quijote, no armado, sino de rúa, vestido un balandrán de paño leonado, que pudiera hacer sudar en aquel tiempo al mismo yelo.
Don Quijote de la Mancha. Cap. LXII
Miguel de Cervantes
Vestía el Provisor balandrán de alpaca fina con botones muy pequeños, de esclavina cortada en forma de alas de murciélago. Tenía algo su traje del que luce Mefistófeles en el Fausto en el acto de la serenata.
La Regenta. Cap. XXVII
Leopoldo Alas
- Datos: Q8240494